# بابانوئل عزیز (آلبوم چندآهنگه)
بابانوئل عزیز سومین آلبوم چندآهنگه از گروه گرلز جنریشن-تی‌تی‌اس است. این آلبوم به صورت دیجیتالی و فیزیکی در تاریخ ۴ دسامبر ۲۰۱۵ توسط اس.ام. اینترتینمنت منتشر شد.

## پیش زمینه و انتشار
پس از انتشار آلبوم هوار، در سال ۲۰۱۴، تی‌تی‌اس هدف خود را ضبط و انتشار یک آلبوم ویژهٔ کریسمسی قرار داد. آنها می‌خواستند نسبت به آلبوم‌های قبلی خود مفهومی راحت‌تر و گرم‌تری داشته باشند. ته‌یئون و تیفانی در فوریه ۲۰۱۵ تهیهٔ آلبوم را آغاز کردند. بعداً، سئوهیون در نوشتن اشعار کره‌ای ترانهٔ «بابانوئل عزیز» شرکت کرد. در یک مصاحبه، تیفانی اظهار داشت که قصد دارند آلبومی را جمع کنند که توانایی خوانندگی آنها را «برجسته کند». این آلبوم در تاریخ ۴ دسامبر ۲۰۱۵ با شش آهنگ منتشر شد. آهنگ اصلی، «بابانوئل عزیز»، به دو زبان انگلیسی و کره‌ای منتشر شد. این گروه به عنوان تلاشی برای حمایت از آموزش موسیقی برای کودکان در آسیا، بخشی از سود فروش این آلبوم را به یک خیریه به نام «لبخند برای تو» اهدا کردند. این خیریه، کارزاری بین اس.ام. و یونیسف بود.

## تک‌آهنگ‌ها
| بررسی انتقادی | بررسی انتقادی |
| منبع          | رتبه‌بندی      |
| ------------- | ------------- |
| IZM           | 3/5 ستاره     |
| د استار       | ۵/۱۰          |

آهنگ اصلی، «بابانوئل عزیز» به عنوان آهنگی از ژانرهای مختلط، از جمله ملودی‌های بالاد و آراندبی و همچنین ترکیبی از صداهای سوینگ جاز و پرضرب توصیف شده‌است. در متن، این ترانه در مورد زنی‌ست که از بابانوئل درخواست می‌کند که همه زمینه‌ها را مهیا کند تا او و دوست‌پسرش کریسمس را کنار یکدیگر بگذرانند. فیوز این آهنگ را در لیست «بهترین آهنگ‌های تعطیلاتی ۲۰۱۵» و «۲۵ آهنگ برتر کره‌ای کریسمس» قرار داد.
«داستان زمستونی» به عنوان آهنگی با صدای گیتار توصیف شده که صدای «روح‌انگیز» تی‌تی‌اس را برجسته می‌کند. نسخه زندهٔ آکوستیک این آهنگ در ۱۱ دسامبر ۲۰۱۵ منتشر شد.

## تبلیغ
گرلز جنریشن-تی‌تی‌اس به تبلیغ «بابانوئل» در برنامه بانک موسیقی، هستهٔ موسیقی و اینکی‌گایو پرداخت.

## لیست آهنگ
| شماره      | نام                               | سراینده                                 | آهنگساز                                                                 | مدت   |
| ---------- | --------------------------------- | --------------------------------------- | ----------------------------------------------------------------------- | ----- |
| ۱.         | «بابانوئل عزیز»                   | سئوهیون                                 | سیمون پترون، آندریاس اوبرگ، گوستاو کارلستروم، ماجا کوک                  | ۳:۵۸  |
| ۲.         | «من راهو دوست دارم»               | جم فکتوری                               | بردور هابرگر، کورتنی وولسی، نرمین هارامباسیک، آن جودیت ویک، رونی سودنسن | ۳:۱۱  |
| ۳.         | «داستان زمستونی» (겨울을 닮은 너) | چویی سوینگ                              | جیمی جونز، مت وونگ                                                      | ۳:۲۲  |
| ۴.         | «کریسمس مبارک»                    | سئوجئونگ لی سوران کیم این هیونگ         | مت وونگ، جیمی جونز، جک کوگل، پائولینا سریلا                             | ۳:۴۵  |
| ۵.         | «اولین برف» (첫눈처럼)            | مافلای                                  | ایم کوانگ ووک، ریان کیم، آماندا موسلی، هیونکیلا، چیس                    | ۳:۱۳  |
| ۶.         | «ببابانوئل عزیز» (نسخهٔ انگلیسی)   | سیمون پترون، گوستاو کارلستروم، ماجا کوک | سیمون پترون، آندریاس اوبرگ، گوستاو کارلستروم، ماجا کوک                  | ۳:۵۸  |
| مجموع مدت: | مجموع مدت:                        | مجموع مدت:                              | مجموع مدت:                                                              | ۲۱:۲۶ |

## نمودار پایان سال
| نمودار (۲۰۱۵)     | موقعیت |
| ----------------- | ------ |
| کره جنوبی (گائون) | ۴۲     |

## فروش
| کشور              | حراجی  |
| ----------------- | ------ |
| کره جنوبی (گائون) | ۶۱٬۱۶۳ |

## تاریخ انتشار
| منطقه         | تاریخ         | قالب               | پخش کننده                      |
| ------------- | ------------- | ------------------ | ------------------------------ |
| کره جنوبی     | ۴ دسامبر ۲۰۱۵ | CD، دانلود دیجیتال | اس.ام. انترتینمنت، کی‌تی میوزیک |
| در سراسر جهان | ۴ دسامبر ۲۰۱۵ | بارگیری دیجیتال    | اس.ام. انترتینمنت              |